# پونیکلا
پونیکلا (به چکی: Poniklá) یک منطقهٔ مسکونی در جمهوری چک است که در ناحیه سمیلی واقع شده‌است.